# Taishan (Tai'an)
Taishan léase Tái-Shán  (en chino:泰山区,pinyin:Tàishān qū, lit: Monte Tai) es un distrito urbano bajo la administración directa de la ciudad-prefectura de Tai'an. Se ubica al oeste de la provincia de Shandong, al este de la República Popular China. Su área es de 336 km² y su población total para 2010 fue de más de 700 mil habitantes. 

## Administración
El distrito de Taishan se divide en 8 pueblos que se administran en 5 subdistritos, 2 poblados y 1 villa.